# Stanisław Zapolski (historyk)
Stanisław Zapolski (ur. 4 maja 1923 w Palatach, zm. 24 lutego 1997 w Warszawie) – polski historyk, docent, pułkownik Wojska Polskiego.
Był pracownikiem Wojskowej Akademii Politycznej zatrudnionym w Katedrze Historii Wojskowej (1970-1986). Doktorat w 1965 roku. 

## Wybrane publikacje
- Współczesna doktryna wojenna Paktu Północnoatlantyckiego, Warszawa: Wojskowa Akademia Polityczna im. F. Dzierżyńskiego. Zakład Doktryn Politycznych i Ustrojów Państwowych XX wieku 1970.
- Doktryny wojenne głównych państw kapitalistycznych i Paktu Północnoatlantyckiego (1945-1975), Warszawa: Wojskowa Akademia Polityczna im. F. Dzierżyńskiego. Katedra Historii Wojskowej 1976.
- Rozwój myśli wojskowej i doktryn wojennych państw systemu socjalistycznego (1945-1975), Warszawa: Wojskowa Akademia Polityczna im. F. Dzierżyńskiego. Katedra Historii Wojskowej 1976.
- Wojna partyzancka w Wietnamie 1946-1954, Warszawa: Wojskowy Instytut Historyczny 1976.
- Wojny lokalne po drugiej wojnie światowej (problemy wojny partyzanckiej), Warszawa: Wojskowa Akademia Polityczna im. F. Dzierżyńskiego. Katedra Historii Wojskowej 1977.
- Wypisy do ćwiczeń z historii wojskowej. Cz. 4 z. 3, Doświadczenia z czwartej wojny izraelsko-arabskiej (6-24 X 1973 r.),  Warszawa: Wojskowa Akademia Polityczna. Katedra Historii Wojskowej 1977.
- Współczesna doktryna wojenna Stanów Zjednoczonych i Paktu Północnoatlantyckiego, Warszawa: Wojskowa Akademia Polityczna im. F. Dzierżyńskiego. Katedra Teorii Wojen i Historii Wojskowej 1978.
- Wypisy do seminariów z historii wojskowej. Cz. 1, Rozwój myśli wojskowej i doktryn wojennych państw systemu socjalistycznego (1945-1975), Warszawa: WAP 1978.
- Wypisy do seminariów z historii wojskowej. Cz. 2 : Doktryny wojenne głównych państw kapitalistycznych i Paktu Północnoatlantyckiego (1945-1975), Warszawa: WAP 1978.
- (współautor: Lech Wyszczelski), Nauka i sztuka wojenna oraz militaryzm we współczesnej myśli wojskowej (wypisy), Warszawa: WAP 1980.
- (współautorzy: Eugeniusz Stanczykiewicz, Bogusław Gąsienica-Staszeczek), Socjalistyczna koalicja obronna, Warszawa: MON 1980.
- Doktryna wojenna głównych państw Paktu Północno-atlantyckiego w latach 1945-1980, Warszawa: WAP 1982.
- (współautorzy: Julian Kaczmarek, Czesław Staciwa), Doktryna wojenna: materiały do szkolenia partyjnego, red. nauk. J. Kaczmarek, Warszawa: MON 1982.
- Wypisy do seminariów z historii wojskowej. Cz. 1, Rozwój myśli wojskowej i doktryn wojennych państw systemu socjalistycznego,  Warszawa: WAP 1982.
- Wypisy do seminariów z historii wojskowej. Cz. 2, Doktryny wojenne głównych państw kapitalistycznych i Paktu Północnoatlantyckiego 1945-1980, Warszawa: WAP 1982.
- (współautorzy: Bogusław Gąsienica-Staszeczek, Edward Krawczyk), Wypisy do seminariów z historii wojskowej : doświadczenia i wnioski z wojen izraelsko-arabskich, Warszawa : WAP, 1983
- (współautor: Lech Wyszczelski) Nauka i sztuka wojenna we współczesnej myśli wojskowej (wypisy), Warszawa: WAP 1985.